# Жељко Матуш
Жељко Матуш (Доња Стубица, 9. август 1935) бивши је југословенски и хрватски фудбалер. Играо је у одбрани и нападу.

## Каријера
Наступао је за Динамо Загреб, Јанг фелоуз и Цирих.
За репрезентацију Југославије наступао је на Европском првенству 1960, где је освојио сребрну медаљу, на Летњим олимпијским играма 1960, где је освојио златну медаљу, и на Светском првенству 1962. где је освојио четврто место.
Одиграо је једну пријатељску утакмицу за репрезентацију Хрватске против Индонезије на којој је постигао гол и тако постао играч који је наступао, а уједно и постигао гол за две или више репрезентација.

## Статистика каријере

### Репрезентативна
| Југославија | Југославија | Југославија |
| Година      | Утакмице    | Голови      |
| ----------- | ----------- | ----------- |
| 1960        | 4           | 0           |
| 1961        | 2           | 0           |
| 1962        | 3           | 2           |
| Укупно      | 13          | 5           |
| Хрватска    |             |             |
| 1956        | 1           | 1           |
| Укупно      | 1           | 1           |